# Bangor Football Club
Bangor F.C. é uma equipe norte-irlandês de futebol com sede em Bangor. Disputa a primeira divisão da Irlanda do Norte (Campeonato Norte-Irlandês de Futebol).
Seus jogos são mandados no Clandeboye Park, que possui capacidade para 1.895 espectadores.

## História
O Bangor F.C. foi fundado em 1918.